# Львовский сельсовет (Истринский район)
Львовский сельсовет — упразднённая административно-территориальная единица, существовавшая на территории Московской губернии и Московской области до 1939 года.
Львовский с/с был образован в первые годы советской власти. В 1919 году Львовский с/с входил в Никольскую волость Рузского уезда Московской губернии.
Не позднее 1921 года Львовский с/с был упразднён.
В 1929 году Львовский с/с был восстановлен в составе Воскресенского района Московского округа Московской области путём объединения Мерского и Раковского с/с.
30 октября 1930 года Воскресенский район был переименован в Истринский район.
17 июля 1939 года Львовский с/с был упразднён. При этом его территория (селения Львово, Меры, Раково и Юркино) была передана Мансуровскому с/с.